# Бакинська ініціатива
Бакинська ініціатива (англ. Baku Initiative) — це політичний діалог з енергетичного та транспортного співробітництва між Європейським союзом, Туреччиною та колишніми радянськими республіками, який проводиться в рамках енергетичних та транспортних програм INOGATE та TRACEKA.

## Історія
Бакинська ініціатива виходить із Європейської політики сусідства, започаткованої у 2004 році. 13 листопада 2004 року в Баку відбулася Перша міністерська конференція з енергетичної співпраці між ЄС та прибережними державами Чорного моря, Каспійського моря та їхніми сусідами. За підсумками цієї конференції було утворено «Бакинську ініціативу». У той же час було проведено конференцію міністрів транспорту, в результаті якої 14 листопада було офіційно оголошено про підтримку рамок програми ЄС TRACEKA . 30 листопада 2006 року в Астані було проведено другу міністерську конференцію за підсумками Енергетичної ініціативи. Друга конференція міністрів транспорту була проведена в Софії 2-3 травня 2006.

## Цілі

### Енергетика
Ініціатива спрямована на посилення інтеграції енергетичних ринків країн-учасниць з енергетичним ринком ЄС, для створення прозорих енергетичних ринків, здатних залучати інвестиції, а також задля підвищення безпеки енергопостачання. . Деякі автори описують цю мету як європейське фінансування та інвестиції у розвиток інфраструктури в обмін на гарантію постачання на європейські ринки.
Цілями цієї ініціативи є гармонізація правових та технічних стандартів та створення функціонуючого інтегрованого енергетичного ринку відповідно до Європейської та міжнародної нормативно-правової бази; підвищення безпеки та надійності енергопостачання за рахунок розширення та модернізації існуючої інфраструктури; заміна старих та неефективних інфраструктур виробництва електроенергії екологічно чистими інфраструктурами; розвиток нових інфраструктур та впровадження сучасної системи моніторингу їхньої роботи; покращення управління попитом та пропозицією енергії шляхом інтеграції ефективних та стійких енергетичних систем, та сприяння фінансуванню комерційно та екологічно життєздатних енергетичних проектів, що становлять спільний інтерес.

### Транспорт
За даними Транспортної дирекції ЄС, «Бакинська ініціатива спрямована на те, щоб надати імпульсу транс-європейському транспортному співробітництву на основі взаємної зацікавленості в поступовій інтеграції їх відповідних транспортних мереж та ринків відповідно до Європейської та міжнародної нормативно-правової бази». Він забезпечує основу для TRACEKA, яка має сприяти співпраці між ЄС, чорноморськими та прикаспійськими державами та їхніми сусідами, а також забезпечити відповідність пріоритетам ЄС у контексті його політики сусідства.
Відповідно до висновків, досягнутих на міністерській конференції транспорту ЄС та Каспійського регіону 14 листопада 2004 року в Баку, було створено 4 робочі групи експертів (авіація, безпека на всіх видах транспорту, автомобільний та залізничний транспорт, транспортна інфраструктура).

## Країни-партнери Бакинської ініціативи
Країни-партнери з транспортно-енергетичних аспектів та питань Бакинської ініціативи перераховані нижче. Крім Туреччини більшість членів є колишніми республіками Радянського Союзу.
- Вірменія
- Азербайджан
- Білорусь
- Болгарія
- Грузія
- Казахстан
- Киргизстан
- Молдова
- Румунія
- Росія
- Таджикистан
- Туреччина
- Туркменістан
- Україна
- Узбекистан

## Структура
Європейський Союз стежить за розвитком Бакинської ініціативи через Європейську Комісію (Генеральний директорат з транспорту та енергетики; Генеральний директорат із зовнішніх зв'язків та Бюро співробітництва EuropeAid). Технічний секретаріат INOGATE (який знаходиться у Києві, з регіональним офісом у Тбілісі, що охоплює Кавказ) координує енергетичні аспекти від імені Комісії та Секретаріату TRACEKA (який розташований у Баку з регіональним офісом в Одесі) та виконує ту ж функцію для транспортних питань.

## Критика
Деякі експерти, наприклад Франк Умбах із Центру стратегій європейської безпеки, розкритикував Бакинську ініціативу та інші заходи політики щодо Каспійського регіону за те, що вони надто багато уваги приділяють технічному співробітництву, а не прагнуть більш стратегічного довгострокового співробітництва.